# تيرون ميليت
تيرون ميليت (بالإنجليزية: Terron Millett)‏ مواليد 1 يوليو 1981، هو ملاكم أمريكي يصنف ضمن فئة وزن المتوسط بدأ مسيرته الاحترافية سنة 1993. حقق بطولة الاتحاد الدولي للملاكمة.

## إحصائيات
خاض خلال مسيرته 45 نزالا، فاز في 45 ولم يتعادل ولم يخسر. فاز بالضربة القاضية في 27 نزالا.

## روابط خارجية
- تيرون ميليت على موقع بوكس ريك (الإنجليزية) (registration required)